# Всехсвятский единоверческий монастырь (Москва)
Всехсвя́тский единове́рческий монасты́рь — заштатный (кладбищенский) женский монастырь, основанный в 1862 году и располагавшийся за Рогожской заставой в Москве; закрыт в 1922 году; разрушен в 1934 году.

## История
Основан в 1862 году при Новоблагословеном кладбище в память об освобождении крестьян. Располагался на Владимирской дороге, в одном километре к северу от старообрядческого Рогожского посёлка. Архитектор монастырского собора Всех Святых и колокольни (1840—1843) — П. П. Буренин (1810-?).
В 1864 году монастырь и кладбище были обнесены оградой с воротами.
В 1873—1876 году по проекту архитектора Н. А. Ипатьева (1839—1890) была построена церковь Николая Чудотворца, двухэтажная, с трапезной. В 1884 году Н. А. Ипатьев перестроил монастырскую ограду.
В 1907 году в монастыре было 32 монахини и 24 послушницы.
В 1922 году монастырь закрыт, впоследствии его территория включена в состав завода «Серп и Молот» (бывший завод Гужона), храмы сломаны в 1934-м.
Единственное сохранившееся здание — заложенная в 1873 году Никольская церковь с верхним Покровским приделом (Шоссе Энтузиастов, д. 7). В настоящее время изуродована и лишена признаков храма. Находится на пересечении Третьего транспортного кольца и Шоссе Энтузиастов. Здание Никольской церкви приватизировано в начале 1990-х годов и используется как офисное. Руководство компании, в чьей собственности находится здание, отказывается пускать в здание настоятеля и вести переговоры с Русской Православной Церковью о передаче зданий.

### Настоятельницы
- 1914 — Платонида, игумения